# (27289) Myrahalpin
(27289) Myrahalpin est un astéroïde de la ceinture principale d'astéroïdes.

## Description
(27289) Myrahalpin est un astéroïde de la ceinture principale d'astéroïdes. Il fut découvert le 5 janvier 2000 à Socorro (Nouveau-Mexique) par le projet LINEAR. Il présente une orbite caractérisée par un demi-grand axe de 2,57 UA, une excentricité de 0,20 et une inclinaison de 3,9° par rapport à l'écliptique.

## Compléments